# براد باكستر
براد باكستر (بالإنجليزية: Brad Baxter)‏ هو لاعب كرة قدم أمريكية أمريكي، ولد في 5 مايو 1967 في دوثان في الولايات المتحدة.

## وصلات خارجية
- براد باكستر على موقع مرجع كرة القدم المحترفة.كوم (الإنجليزية)